# Yzeure
Yzeure – miejscowość i gmina we Francji, w regionie Owernia-Rodan-Alpy, w departamencie Allier.

## Demografia
Według danych na rok 1990 gminę zamieszkiwało 13 461 osób, a gęstość zaludnienia wynosiła 311 osób/km². W styczniu 2015 r. Yzeure zamieszkiwało 13 528 osób, przy gęstości zaludnienia wynoszącej 312,6 osób/km².